# 花岡志織
花岡 志織（はなおか しおり、9月7日 - ）は、日本の女性声優。茨城県土浦市出身、81プロデュース所属。

## 略歴
2017年7月まで声優ユニット「知多娘。」のメンバーであり、内海お吉役として活動していた。同ユニット卒業後はプロの声優を目指すために上京した。
2020年4月1日より81プロデュースに所属。
2019年5月30日から2020年3月30日まで、81プロデュースおよびシンエイ動画により2019年4月より開設されたYouTubeチャンネル「What 声 You?」のオーディション企画「アイドールズプロジェクト」にてテレビアニメ『アイドールズ!』のメインキャストを決定するオーディションが行われ、最終審査の結果から同作のしおり役に決定した。また、同作品のメインキャストの内、留冬藍名と水野亜美は81プロデュースの同期でもある。

## 人物
特技として歌唱と和太鼓、趣味として読書とアニメ鑑賞をそれぞれ挙げている。
兄が3人いる。

## 出演
太字はメインキャラクター。

### テレビアニメ
- アイドールズ!（2021年、しおり[12]）
- アイ★チュウ（2021年、観客G）

### ゲーム
- ヘブンバーンズレッド（2023年、闇取引屋）

### テレビ番組
※はインターネット配信。
- What 声 you？（2019年 - 2020年、YouTube※） - チームスイートピー「はな」として出演。
- アイドールズのすたでぃ４U！（2020年 - 、ニコニコ生放送・YouTube※）

### 舞台
- Project To Do「ナベ・ストーリー」（2019年12月18日 - 22日、アトリエファンファーレ東池袋） - すきやき鍋チーム[13]
- Project To Do「ナイト・メア外伝 〜黒い夢と夢現の扉〜」（2020年2月15日・16日、萬劇場） - 南瀨順 役[14]

### オーディオブック
- 多分そいつ、今ごろパフェとか食ってるよ。（2020年）
- 世界最強の魔王ですが誰も討伐しにきてくれないので、勇者育成機関に潜入することにしました。第2巻（2020年、ピアナ 他[15]）
- 結婚が前提のラブコメ（2021年、小日向まひる 他[16]）
- 現実でラブコメできないとだれが決めた?（2024年、大手町梨々子ほか[17]）

### その他コンテンツ
- 知多娘。（内海お吉）[1]

## ディスコグラフィ

### キャラクターソング
| 発売日        | 商品名         | 歌             | 楽曲               | 備考                                             |
| ------------- | -------------- | -------------- | ------------------ | ------------------------------------------------ |
| 2021年3月17日 | WE ARE THE ONE | アイドールズ！ | 「WE ARE THE ONE」 | テレビアニメ『アイドールズ！』オープニングテーマ |
| 2021年3月17日 | WE ARE THE ONE | アイドールズ！ | 「夢みてさめても」 | テレビアニメ『アイドールズ！』エンディングテーマ |
| 2021年3月17日 | WE ARE THE ONE | アイドールズ！ | 「Special Story」  | テレビアニメ『アイドールズ！』挿入歌             |

### ユニットメンバー
1. ↑  あいな（留冬藍名）、あみ（水野亜美）、しおり（花岡志織）、るか（屋代瑠花）